# Misantropía

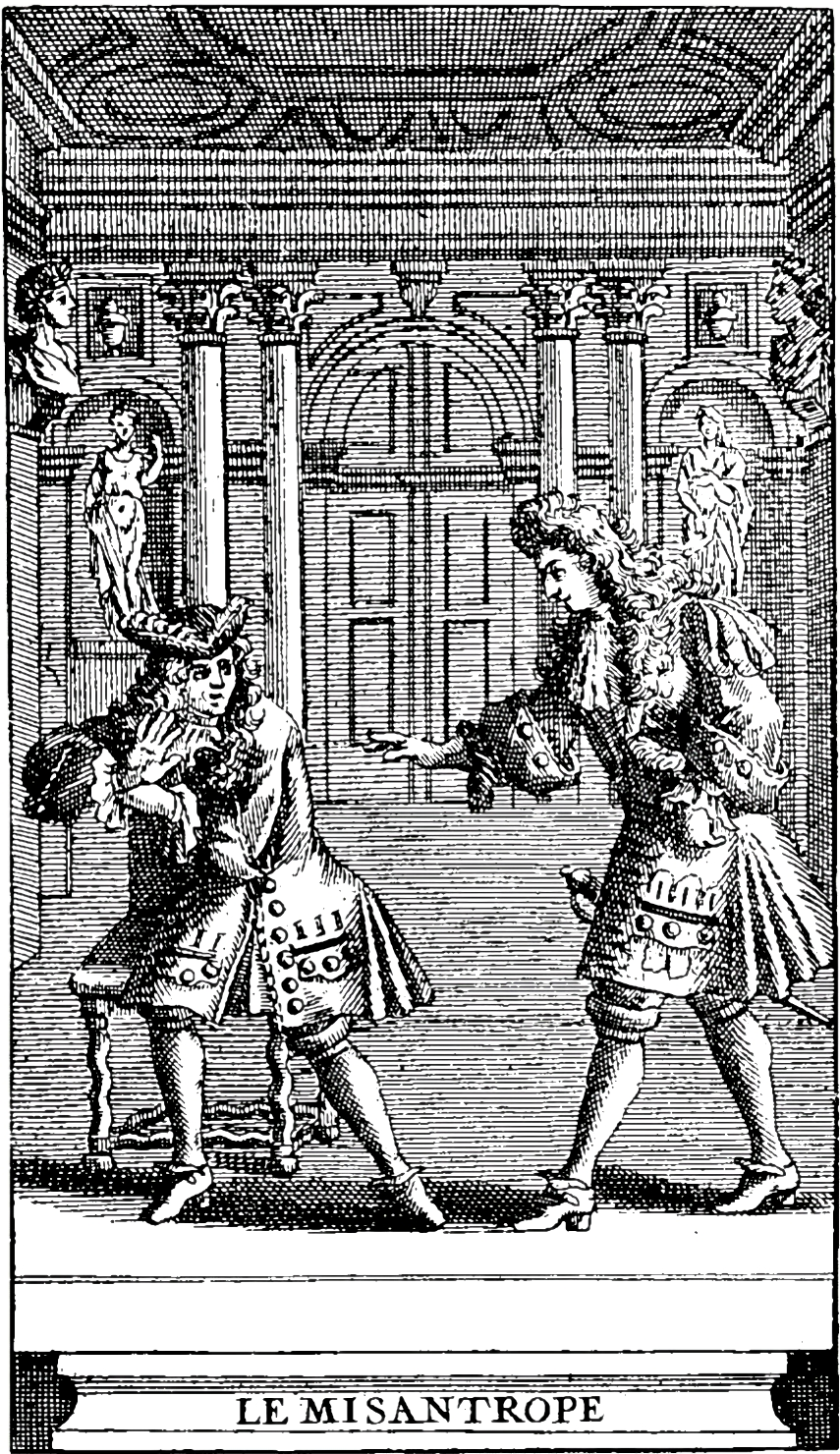
Grabado que representa la obra Le Misanthrope de Molière

La misantropía es la aversión, la desconfianza, el desprecio o el odio, en general hacia la especie humana, el comportamiento humano o la naturaleza humana. Un misántropo es alguien que tiene tales opiniones o sentimientos. Este término tiene su origen en las palabras griegas μῖσος mīsos 'odio' y ἄνθρωπος ānthropos 'hombre, humano'. La misantropía implica una actitud evaluativa negativa hacia la humanidad que se basa en un juicio negativo sobre los defectos de la humanidad. Estos defectos se consideran ubicuos, es decir, poseídos por casi todo el mundo en un grado serio y no solo por unos pocos casos extremos. También se mantiene que son arraigados, lo que significa que no hay manera de rectificarlos o no es fácil a menos que se produzca una transformación completa de la forma de vida dominante.
Los principales defectos señalados por los misántropos acerca de la humanidad, incluyen defectos morales, defectos intelectuales y defectos estéticos. Los defectos morales, como la crueldad, la indiferencia hacia el sufrimiento de los demás, el egoísmo y la cobardía, suelen identificarse con tendencias a promover lo malo o con actitudes inadecuadas hacia los valores. Los defectos intelectuales, como el pensamiento ilusorio, el dogmatismo y los sesgos cognitivos, son los que conducen a creencias falsas, los que obstruyen el conocimiento o los que violan las exigencias de la racionalidad. Los defectos estéticos se refieren a la fealdad e incluyen aspectos feos de la vida humana, la fealdad causada por las actividades humanas y la falta de sensibilidad hacia la belleza.
Los defensores de la misantropía suelen centrarse en los defectos morales y proporcionan varios ejemplos de sus manifestaciones, como matanzas masivas, la hipocresía de las masas, la ganadería industrial y la contaminación del medio ambiente. Los opositores responden a esto señalando que los defectos morales graves solo se manifiestan en unas pocas personas con enfermedades mentales o en circunstancias extremas, lo que es negado por los misántropos.
Otra consideración importante para los argumentos basados en los defectos es que solo destacan un lado de la humanidad, mientras que las actitudes evaluativas deberían tener en cuenta todos los lados. Otros argumentos en contra de la misantropía no se basan en si esta actitud refleja adecuadamente el valor negativo del hombre, sino en los costos de aceptar una posición asociada con el odio, para el individuo y para la sociedad en general.
Los defensores han respondido a esto mostrando cómo una perspectiva misantrópica puede conducir a varias formas de vida diferentes. Mientras que algunas de ellas se basan en el odio y pueden conducir a la violencia, otras se centran más en el miedo y en recluirse de la influencia negativa. Otras alternativas incluyen la resignación y el activismo alimentado por la esperanza de lograr una transformación radical.
La misantropía figura en varias obras de arte y filosofía. Está estrechamente relacionada, pero no es idéntica, con el pesimismo filosófico, que implica una actitud negativa no solo hacia la humanidad, sino hacia la vida en su conjunto. Las consideraciones misantrópicas se han utilizado como argumento a favor del antinatalismo, la postura de que llegar a existir es malo y que los humanos, por lo tanto, tienen el deber de abstenerse de la procreación.

## Definición
La misantropía (una palabra de origen del siglo XVII, del griego misanthrōpos) se define tradicionalmente como el odio o la desconfianza hacia la humanidad. Pero se ha argumentado en la filosofía contemporánea que esta caracterización no se ajusta a todos aquellos etiquetados como misántropos. Desde este punto de vista, una definición más amplia considera la misantropía como una evaluación negativa de la humanidad en su conjunto, basada en los vicios y defectos de la humanidad. Esta evaluación negativa puede expresarse en varias formas, el odio es solo una de ellas. En este sentido, la misantropía tiene un componente cognitivo: su actitud negativa hacia la humanidad se basa en un juicio negativo sobre la humanidad, no es solo una aversión ciega.
Un aspecto importante de todas las formas de misantropía es que su objetivo no es local, sino ubicuo. Por lo tanto, la actitud negativa no se dirige solo a algunas personas individuales o grupos de personas, sino a la humanidad en su conjunto. Esto distingue a los misántropos de grupos como los racistas, los misóginos y los misándricos, que mantienen una actitud negativa hacia ciertas razas o géneros, respectivamente. Así que estas formas de discriminación e intolerancia no son características generales de los misántropos. Tanto los misántropos como sus críticos están de acuerdo en que los rasgos negativos y los defectos no se distribuyen de manera equitativa, es decir, que los vicios y las características malas se ejemplifican mucho más fuertemente en algunos que en otros. Pero la evaluación negativa hacia la humanidad por parte de los misántropos no se basa en unos pocos casos extremos y destacados: es una condena de la humanidad en su conjunto, incluyendo los casos más ordinarios. Debido a este enfoque en lo ordinario, a veces se sostiene que los defectos son obvios y abiertos a la vista de todos, pero a causa de los defectos intelectuales, la gente tiende a ignorarlos o incluso a elogiarlos como virtudes. Algunos ven los defectos como parte de la naturaleza humana como tal. Otros también basan su opinión en los defectos no esenciales, es decir, en lo que la humanidad ha llegado a ser. Esto incluye defectos vistos como síntomas de la civilización moderna en general. Sin embargo, ambos grupos están de acuerdo en que los defectos relevantes están «arraigados» (entrenched): no hay manera de rectificarlos o no es fácil, se requeriría nada menos que una transformación completa de la forma de vida dominante, si eso es posible.

## Formas de defectos humanos
Un aspecto central de la misantropía es que su actitud negativa hacia la humanidad se basa en defectos humanos. Varios misántropos han proporcionado listas extensas de defectos, que incluyen la crueldad, la avaricia, el egoísmo, el despilfarro, el dogmatismo, el autoengaño y la insensibilidad a la belleza. Estos defectos pueden clasificarse de varias maneras. Los textos religiosos tradicionales tienden a centrarse en los defectos espirituales, como la impiedad. Pero en la literatura académica contemporánea sobre el tema, el enfoque está más en los defectos intelectuales, los defectos morales y los defectos estéticos. Aunque todas estas formas tienen cierto peso para justificar una perspectiva misantrópica, a menudo se sostiene que los defectos morales son los más graves, por ejemplo, con respecto al tratamiento de los animales por los humanos.
Los defectos intelectuales afectan a nuestras capacidades cognitivas. Pueden definirse como lo que conduce a creencias falsas, lo que obstruye el conocimiento o lo que viola las exigencias de la racionalidad. Incluyen vicios intelectuales, como la arrogancia, el pensamiento ilusorio, el dogmatismo, la estupidez y la credulidad, y sesgos cognitivos, como el sesgo de confirmación, el sesgo de autoservicio, el sesgo retrospectivo y el efecto de anclaje. Los defectos intelectuales pueden funcionar en tándem con todo tipo de vicios: pueden engañar a alguien sobre que tiene cierto vicio y, por lo tanto, impedir que lo aborde y se mejore a sí mismo. Una persona cruel, por ejemplo, puede convencerse a sí misma, motivada por el pensamiento ilusorio, de que no está siendo cruel sino firme. Consideraciones similares han llevado a algunas tradiciones a considerar los defectos intelectuales, por ejemplo la ignorancia, como la raíz de todos los males.
Pero el enfoque más común dentro de la literatura misantrópica es localizar los defectos más graves de la humanidad en el nivel moral. Los vicios morales a menudo se identifican con tendencias a promover lo malo o con actitudes inadecuadas hacia los valores. Incluyen la crueldad, la indiferencia hacia el sufrimiento de los demás, el egoísmo, la pereza moral, la cobardía, la injusticia, la avaricia y la ingratitud. El daño causado por estos vicios puede dividirse en tres categorías: el daño causado directamente a otros seres humanos, el daño causado directamente a los animales y el daño causado indirectamente tanto a los seres humanos como a los animales al dañar el medio ambiente. Ejemplos de estas categorías incluyen el Holocausto, la ganadería industrial y la contaminación que causa el cambio climático, respectivamente.
Normalmente no se atribuye la misma importancia a los defectos estéticos que a los defectos morales e intelectuales, pero también tienen cierto peso para consideraciones misantrópicas. Estos defectos están relacionados con la belleza y la fealdad. Se refieren a aspectos feos de la propia vida humana, como la defecación y el envejecimiento, a fealdad causada por las actividades humanas, como la contaminación y la basura, y a actitudes inadecuadas hacia aspectos estéticos como la insensibilidad a la belleza.

## Argumentos a favor y en contra
Se han presentado varios argumentos a favor y en contra de la adopción de una perspectiva misantrópica. Los proponentes suelen centrarse en varias formas de defectos humanos, como los discutidos en la última sección, junto con ejemplos para cuando ejercen sus influencias negativas. Los opositores a menudo responden a tales ejemplos señalando que se trata de manifestaciones individuales extremas de defectos humanos, ya sea por perpetradores con enfermedades mentales o por personas normales en circunstancias extremas, que no reflejan la humanidad en general y, por lo tanto, no pueden justificar la actitud misantrópica. Así que, aunque hay casos de brutalidad humana extrema, como las matanzas masivas cometidas por Mao Zedong o Adolf Hitler, enumerar tales casos no es suficiente para condenar a la humanidad en general. Los misántropos han respondido a este tipo de argumentos de diversas maneras. Algunos sostienen que los defectos subyacentes están presentes en todos, incluso si alcanzan su forma más extrema de manifestación solo en unos pocos. Otros señalan que muchas personas comunes son cómplices de su manifestación, por ejemplo, apoyando a los líderes políticos que los cometen, aunque ellas no los hayan cometido directamente. Otro enfoque consiste en centrarse no en los grandes casos extremos, sino en las manifestaciones ordinarias a pequeña escala de los defectos humanos, como mentir, engañar, romper promesas o ser ingrato.
Un problema diferente para los argumentos basados en defectos humanos es que presentan solo un lado de la humanidad, mientras que las actitudes evaluativas deben tener en cuenta todos los lados. Así, puede ser el caso de que, a pesar de tener vicios muy graves, los seres humanos también posean virtudes igualmente importantes que compensen sus defectos. Si bien es difícil hacer tales comparaciones a gran escala, los misántropos han argumentado que, al menos en subcampos importantes, como el tratamiento de los animales por los humanos, la balanza se inclina claramente en contra del hombre.
Algunos argumentos en contra de la misantropía se basan no en si esta actitud refleja adecuadamente el valor negativo del hombre, sino en los costos de aceptar tal postura, para el individuo y para la sociedad en general. Esto es especialmente relevante si la misantropía se asocia con un odio a la humanidad, que puede convertirse fácilmente en violencia contra las instituciones sociales y puede resultar en mucho daño. Con respecto al individuo misantrópico, se ha argumentado que la misantropía hace que uno sea miserable y sin amigos y, por lo tanto, nos priva de la mayoría de los placeres. Los defensores han señalado que la misantropía no está necesariamente conectada con el odio, la violencia y la falta de amigos, es decir, que hay varias otras formas misantrópicas de vida que evitan estos argumentos.

## Formas misantrópicas de vida
Aunque la misantropía se basa en un juicio negativo de la humanidad, no se limita meramente a una opinión teórica. En cambio, implica una actitud evaluativa que exige una respuesta práctica. Esto se realiza en diferentes formas de vida que vienen acompañadas de diferentes emociones dominantes y varias consecuencias prácticas para cómo llevar la vida. Estas respuestas a la misantropía a veces se presentan a través de prototipos simplificados que pueden ser demasiado crudos para captar con precisión la vida mental de una sola persona, pero en cambio apuntan a retratar actitudes comunes entre grupos de misántropos. Las dos respuestas más comúnmente asociadas con la misantropía son la destructiva y la fugitiva. Se dice que el misántropo destructivo está impulsado por el odio a la humanidad y tiene como objetivo derribarla, con violencia si es necesario. Para el misántropo fugitivo, el miedo es la emoción dominante y le lleva a buscar un lugar apartado para evitar el contacto corruptor con la civilización y la humanidad tanto como sea posible. La literatura misantrópica contemporánea también ha identificado otros dos tipos menos conocidos de estilos misantrópicos de vida: la respuesta activista y la quietista. El misántropo activista está impulsado por la esperanza a pesar de su valoración negativa de la humanidad. Esta esperanza se basa en la idea de que es posible y factible que la humanidad se transforme, y el activista trabaja activamente hacia este ideal. El misántropo quietista, por otro lado, adopta un enfoque más pesimista hacia lo que el individuo puede hacer para lograr esta transformación. En contraste con las reacciones más radicales de las otras respuestas mencionadas, se resigna a la aceptación silenciosa y a la evitación a pequeña escala.

## Misantropía en varios ámbitos

### Filosofía
«Me vuelvo más avaro, más ambicioso, más sensual, aún más cruel y más inhumano, porque estuve entre los hombres»,decía Séneca en sus cartas. Pero no es solo cuestión de preservarse del hombre, sino que hay un placer filosófico por la ruina de las existencias entregadas a lo sensible y a lo pasional. Se habla de placer, no propiamente de apatía hacia el hombre, pues hay una dicha que surge de la desgracia ajena que, según Kant, significa la aparición de la misantropía en todo su horror.
No se trata solo de estar a salvo de la impunidad, sino que, con regocijo, el filósofo observa el espectáculo de ver al resto de los hombres cubiertos por ella.
Por otra parte, el filósofo alemán Arthur Schopenhauer era casi tan ciertamente misántropo como indica su reputación. Escribió:[cita requerida]

La existencia humana debe ser una especie de error

Sin embargo, la misantropía no equivale necesariamente a actitud inhumana hacia la humanidad. De hecho, Schopenhauer concluyó que:[cita requerida]

El trato ético hacia los otros era la mejor actitud, pues todos somos sufridores y parte de la misma voluntad de vivir

También analizó el suicidio desde una actitud comprensiva que resultaba extraña para su tiempo, cuando era un tema tabú.
Por otro lado, sin poderse considerar adopción de una postura propiamente misantrópica, resulta interesante observar la posición adoptada por el filósofo español José Ortega y Gasset con respecto a la materia tratada. En el prólogo para franceses de su célebre obra intitulada La rebelión de las masas, abiertamente declara:

Que no me he dirigido jamás a la humanidad. Esta costumbre de hablar a la humanidad, que es la forma más sublime y, por lo tanto, más despreciable de la democracia, fue adoptada hacia 1750 por intelectuales descarriados, ignorantes de sus propios límites, y que siendo, por su oficio, los hombres del decir, del logos, han usado de él sin respeto ni precauciones, sin darse cuenta de que la palabra es un sacramento de muy delicada administración.

El alemán Friedrich Wilhelm Nietzsche, con su filosofía del Übermensch, muestra desprecio hacia el humano. Lo incita a superarse a sí mismo y a ser «superhombre». Como ejemplo se puede citar lo siguiente.

¿Qué es el mono para el hombre? Una irrisión o una vergüenza dolorosa. Y justo eso es lo que el hombre debe ser para el superhombre: una irrisión o una vergüenza dolorosa.
Así habló Zaratustra, Friedrich Nietzsche

### Literatura
La misantropía en la literatura se atribuye a numerosos escritores satíricos, como William S. Gilbert (Odio a mis congéneres). El misántropo, de Molière, es un ejemplo de la misantropía en el teatro clásico.

### Política
Se ha reflexionado acerca de la idea que origina el sentimiento misantrópico: ¿Se trata de rechazo hacia «la Humanidad» como ente abstracto o hacia los hombres concretos de carne y hueso? El término humanidad excede enormemente a «las personas»: abarca la idea de algo que se extiende en el tiempo, de un legado y de un proyecto. Entonces, en el ámbito político, la misantropía no se expresa en rechazo genérico hacia la humanidad, sino en desprecio hacia lo que hace el ser humano cuando detenta el poder o cuando carece de él.
Desde Platón hasta Séneca tenían esta visión del ente humano, condición de la cual solo era posible sustraerse por medio de la Filosofía.
Tito Livio sostenía:

La plebe o sirve con humanidad o domina con soberbia.

Ya en la Modernidad, según la tradición escéptica, al mundo se le considera «hospital de locos», poblado de existencias insensatas e incurables.[cita requerida]

## Conceptos relacionados

### Pesimismo filosófico
La misantropía está estrechamente relacionada, pero no es idéntica, con el pesimismo filosófico. El pesimismo filosófico es la postura de que la vida en su conjunto no merece ser vivida o que el mundo en general es un mal lugar, por ejemplo, porque no tiene sentido y está lleno de sufrimiento. El mejor ejemplo de este punto de vista es quizás Arthur Schopenhauer. El pesimismo filosófico suele ir acompañado de la misantropía, al sostener que la humanidad también es mala y tal vez parcialmente responsable por la maldad del mundo. Pero ambos puntos de vista no se implican mutuamente y pueden ser mantenidos por separado. Un pesimista no misantrópico puede sostener, por ejemplo, que los seres humanos son solo víctimas de un mundo terrible, pero no tienen la culpa de ello. Los eco-misántropos, por otro lado, pueden afirmar que el mundo y su naturaleza son valiosos excepto por la influencia negativa y destructiva de la humanidad.

### Antinatalismo
El antinatalismo es la opinión de que llegar a existir es malo y que los humanos, por lo tanto, tienen el deber de abstenerse de la procreación. Un argumento importante a favor del antinatalismo es el argumento misantrópico. Considera que los defectos profundos de los humanos y su tendencia a causar daño, tanto a otros humanos como a los animales, son una razón para evitar crear más humanos. Estos daños incluyen las guerras, los genocidios, la ganadería industrial y los daños causados al medio ambiente. Este argumento contrasta con los argumentos filantrópicos, que se centran en el sufrimiento futuro del ser humano que está por llegar a existir.